# Batalha de Carbala (2003)
A Batalha de Carbala ou Querbela (em árabe: :كربلاء; romaniz.: Karbala, Kerbala ou Kerbela)  foi um confronto militar que aconteceu durante a invasão anglo-americana do Iraque em 2003, quando tropas dos Estados Unidos atacaram a cidade de Carbala, na região central do país. O município era importante estrategicamente pois ficava no meio do caminho rumo a Bagdá. Karbala era protegida por milicianos iraquianos e a luta foi feroz. A batalha durou perto de duas semanas e terminou como uma vitória do exército americano.
Nas cercanias de Carbala e na área perto da cidade de Muçaibe, as forças iraquianas se posicionaram para tentar formar uma última linha de defesa. Contudo, o general Ra'ad al-Hamdani recebeu ordens para contra-atacar as tropas americanas por lá para prevenir a queda da região. Apesar de não concordar com o plano, ele obedeceu e na batalha que se seguiu seus soldados foram massacrados.
Com Carbala nas mãos dos americanos, não havia nada que os impedisse de marchar para Bagdá, a capital do país.